# 白象似的群山
《白象似的群山》（Hills Like White Elephants）是歐內斯特·海明威的短篇故事，是關於一個美國人與其懷孕的女友的故事。
這篇故事首次發表在1927年出版的小說集《沒有女人的男人们》（Men Without Women）之中。故事用記敘手法來描寫男女間的關係和墮胎的問題。男人想要女人墮胎，卻假意尊重女子的想法。女子雖然不想墮胎，卻只能假裝願意。兩人從頭到尾並未提到「墮胎」的字眼，不過對話內容，無字無句不在糾結於「墮胎」的話題上。
《白象似的群山》通常在一般美國文學課程中都會當作教材，原因是簡潔且易得，它包括了獨創巧妙的象徵，有效且有力的對話，以及將廣泛性議題應用到爭議話題（墮胎），這個議題在過去不曾被如此明確的描述，而這篇故事是首次的探索。這些元素構成這個故事易於引導進海明威最低限度的故事風格，此即他所陳述的冰山理論（Iceberg Theory）。它也勾勒了人物設計可以對小說的意義提供多大的貢獻程度。

## 流行文化
- 2002年電影白象似的群山 (電影)

## 外部連結
- （中文）故事全文 （页面存档备份，存于）
- （英文）故事全文
- （英文）《白象似的群山》專業文學分析 （页面存档备份，存于）